# Encyclopedia of Reagents for Organic Synthesis
Die Encyclopedia of Reagents for Organic Synthesis ist eine Enzyklopädie der Reagenzien und Katalysatoren, die in der organischen Synthese gebräuchlich sind. Sie wird als Print-Version und online von John Wiley & Sons herausgegeben. Die derzeit aktuelle zweite Auflage erschien im Jahr 2009. Sie besteht aus 14 Bänden mit der Beschreibung von 4111 Stoffen. Die Online-Version ist auch bekannt als e-EROS. Die Online-Version wird regelmäßig auf den neusten Stand gebracht.